# Artona martini
Artona martini es una especie de polilla del género Artona, familia Zygaenidae.
Fue descrita científicamente por Efetov en 1997.